# Федералист

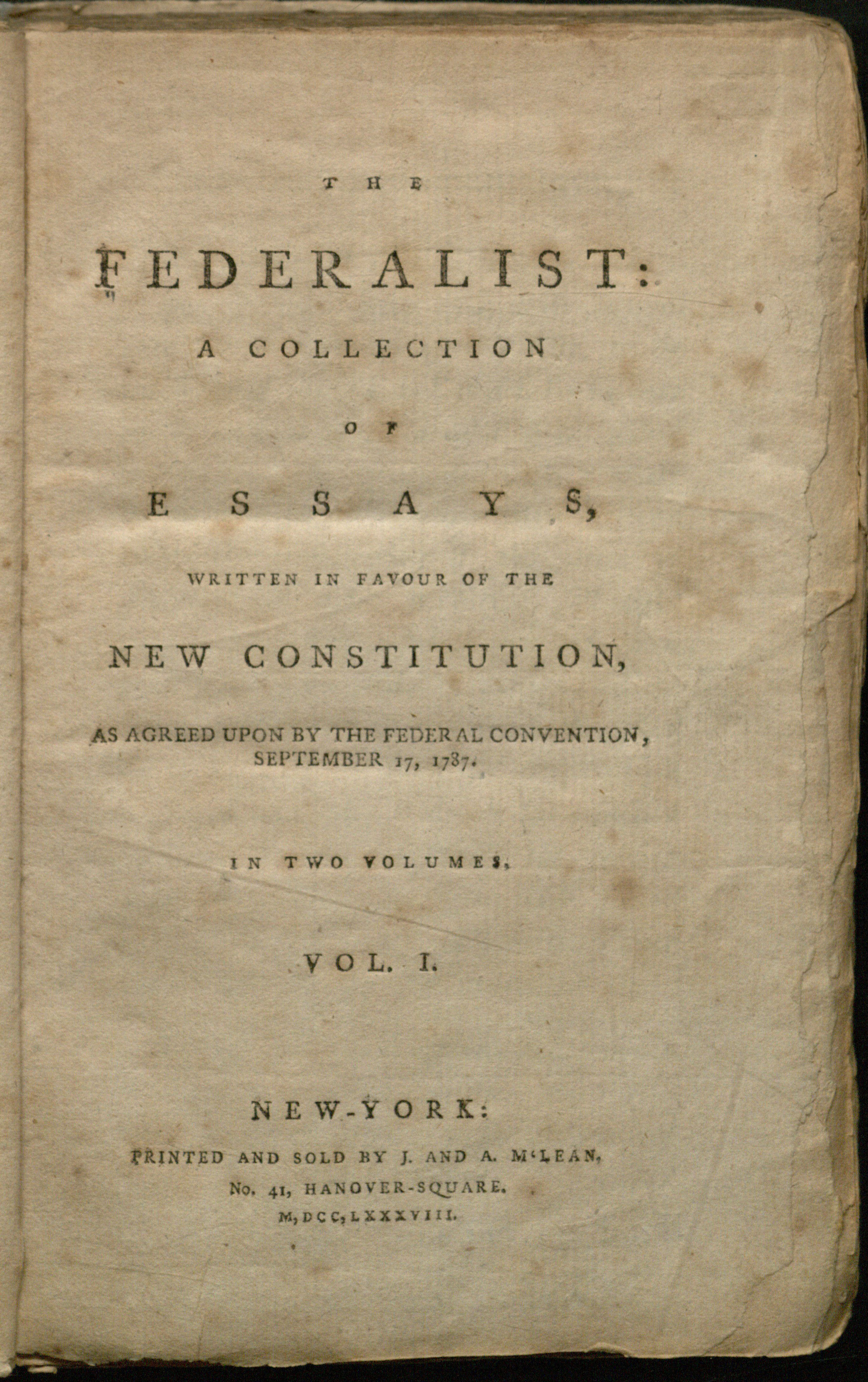
Издание 1788 года

«Федералист», «Записки Федералиста» (англ. The Federalist Papers) — сборник из 85 статей в поддержку ратификации Конституции США.
Статьи выходили с октября 1787 года по август 1788 года в нью-йоркских газетах The Independent Journal и The New York Packet. Сборник всех статей под заглавием «Федералист» увидел свет в 1788 году. «Федералист» считается не только ценнейшим источником толкования Конституции США (в сборнике значение положений Конституции разъясняется самими её авторами), но и выдающимся философским и политическим произведением.

## Авторы
«Федералист» был написан группой авторов. Но при издании отдельных статей в газетах каждая была подписана псевдонимом Публий (лат. Publius), в честь римского консула Публия Валерия Публиколы. Под псевдонимом скрывались следующие авторы:
- Александр Гамильтон (всего 51 статья: № 1, 6-9, 11-13, 15-17, 21-36, 59-61 и 65-85)
- Джеймс Мэдисон (всего 29 статей: № 10, 14, 18-20, 37-58 и 62-63)
- Джон Джей (всего 5 статей: № 2-5 и 64)
- Уильям Дьюэр был приглашён к сотрудничеству и написал две статьи, но они не вошли в финальный сборник[1].

## История
Летом 1787 года Конституционный конвент в Филадельфии выработал текст Конституции США, после чего требовалась её ратификация законодательными собраниями штатов. Настроение среди депутатов последних было неоднозначным. Противники Конституции открыто выступали с призывами не принимать её. Тогда осенью 1787 года Александр Гамильтон выпустил в газете первую из статей «Федералиста». Позже при участии Мэдисона и Джея вышло целых 85 статей, хотя изначально планировалось написание 25. Целью статей было убедить общественность штата Нью-Йорк в необходимости принятия Конституции США и создания, таким образом, единого государства из конфедерации независимых колоний. Опубликованные статьи имели широкий общественный резонанс, и в итоге 27 июля 1788 года конвент Нью-Йорка ратифицировал Конституцию с преимуществом в три голоса.

## Значение
Значение «Федералиста» не ограничилось лишь ратификацией Конституции США штатом Нью-Йорк. Содержащиеся в статьях идеи имеют глубокое политическое и общественное значение.